# Нава-дель-Барко
Нава-дель-Барко (ісп. Nava del Barco) — муніципалітет в Іспанії, у складі автономної спільноти Кастилія-і-Леон, у провінції Авіла. Населення — 121 особа (2010).
Муніципалітет розташований на відстані близько 160 км на захід від Мадрида, 80 км на південний захід від Авіли.

## Демографія
Динаміка населення (INE ):